# Z3517967757
Z3517967757（也缩写为Z7757）是一种有机化合物，化学式C17H21N3O，属于哌啶与嘧啶衍生物，可作为5-HT2受體激动剂，2024年首次报导。